# Nāḩiyat ash Shajarah
Nāḩiyat ash Shajarah (arabiska: ناحية الشجرة) är ett subdistrikt i Syrien.   Det ligger i provinsen Dar'a, i den sydvästra delen av landet, 90 km söder om huvudstaden Damaskus.
Trakten runt Nāḩiyat ash Shajarah består till största delen av jordbruksmark. Runt Nāḩiyat ash Shajarah är det ganska tätbefolkat, med 248 invånare per kvadratkilometer.